# Retaules de Santo Domingo el Antiguo
Els tres Retaules de Santo Domingo el Antiguo, a Toledo són el primer gran conjunt de retaules realitzats per El Greco. El conjunt arquitectònic en fusta ha arribat en bones condicions fins als nostres dies, i és el més més important dels que va realitzar el mestre cretenc. En canvi, dels tres llenços que va pintar per aquest conjunt, només tres romanen in situ, ja que els altres van ser venuts i substituïts per còpies. Posteriorment, -l'any 1612- El Greco va realitzar un altre retaule, destinat al Panteó familiar, el llenç del qual també va ser espoliat i substituït per una còpia.

## Introducció
Santo Domingo el Antiguo és el nom amb el qual és més conegut el monestir de Santo Domingo de Silos el Antiguo de Toledo, fundat per Pedro de Alcocer l'any 1085, durant el regnat d'Alfons VI, qui el va dedicar a sant Domènec de Silos. L'església va patir grans transformacions durant la segona meitat del segle xvi, per arribar fins com es presenta a l'actualitat. Es va començar a reconstruir a principis de l'any 1576 sota el mecenatge del degà catedralici Diego de Castilla. Diego de Castilla va contractar el 1576 a Nicolás de Vergara el Mozo perquè realitzés els nous plànols de l'edifici de l'església, demanant-li que tingués semblança amb l'estil del monestir de l'Escorial. Després de ser acceptats els seus plànols, el degà Diego els va substituir per altres demanats a Juan de Herrera, el mateix any i sense grans canvis respecte als presentats a Nicolás de Vergara. Possiblement el canvi d'arquitecte fou degut al gran prestigi que tenia en aquell moment Herrera com a arquitecte reial, pensant que això augmentaria la categoria del nou edifici.

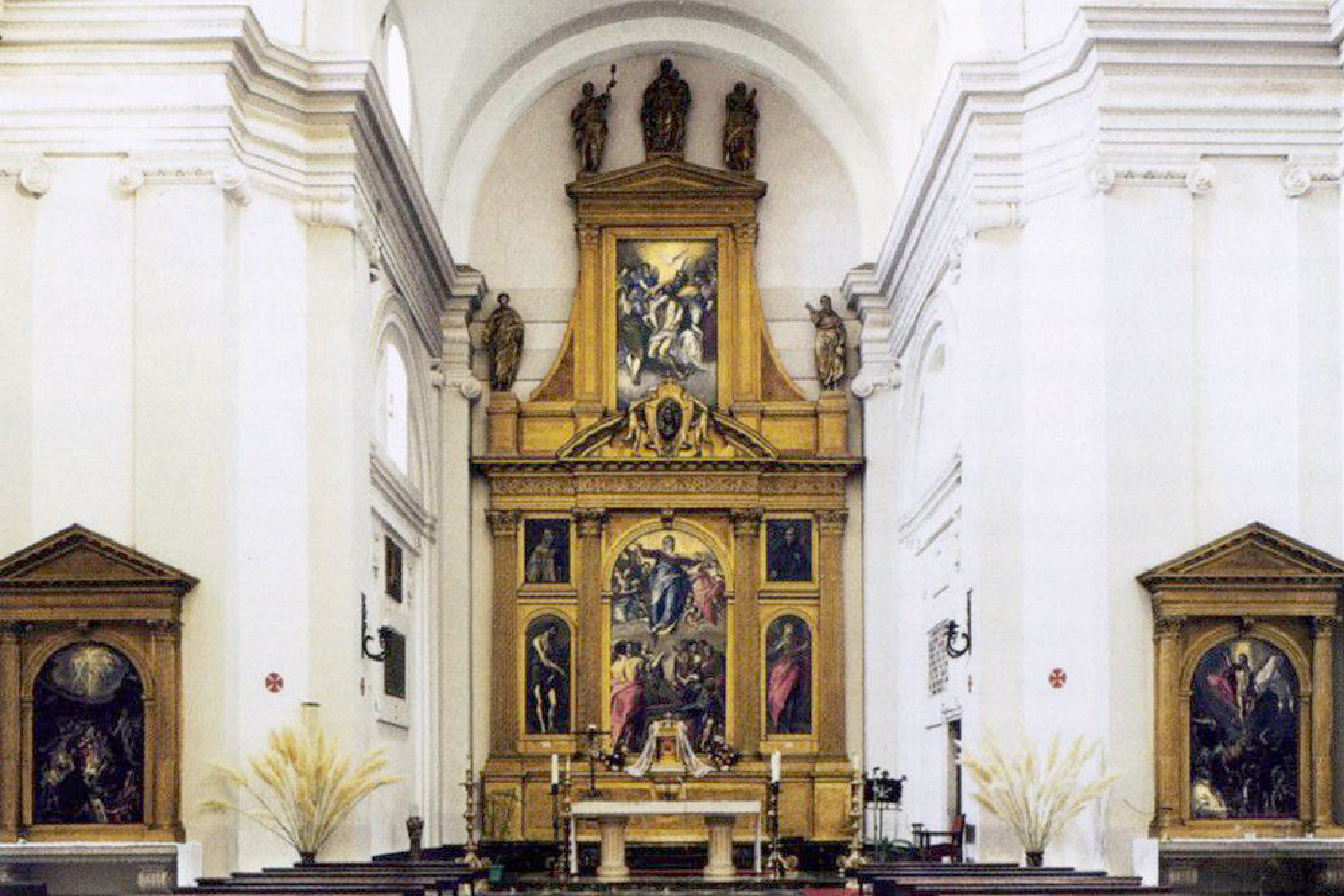
Vista general del Retaule Major i dels dos Retaules Laterals, encarregats a El Greco l'any 1577

El degà va demanar al seu fill Luis de Castilla, per l'amistat que tenia amb El Greco —a qui havia conegut a Itàlia— que el contractés per a la realització de les pintures del retaule major i dels dos retaules laterals. El 2 de juliol de 1577, el Greco va rebre l'encàrrec formal per a la realització dels tres retaules, de les pintures que componien els retaules, dels dibuixos arquitectònics de l'estructura i de les escultures de la part alta dels retaules. La realització material de la part arquitectònica i escultòrica en fusta dels retaules es va encarregar a l'escultor Juan Bautista Monegro, sense que es tingui la certesa que seguís estrictament el que havia dissenyat El Greco.

## Retaule major
El retaule major era una total novetat a Toledo, perquè només és similar als retaules espanyols pel fet d'ésser construït en fusta totalment daurada. La disposició és típicament veneciana, amb un cos central de doble amplada que els carrers laterals, i compta amb un gran llenç central, flanquejat per carrers laterals. Cadascun dels carrers laterals conté a la predel·la un llenç amb una figura de cos sencer en un nínxol coronat per un arc de mig punt. Al cos superior, cadascun dels carrers laterals tenen un llenç amb sengles figures de mig cos en nínxols de mida més petita. No s'ha trobat cap model exacte d'aquest retaule, tot i que té gran semblança amb certs retaules venecians, com el de Santa Bàrbara, a Santa Maria Formosa, obra de Palma el Vell. Tots dos estan estructurats per un únic cos alt, format per dues columnes i dues pilastres -si bé llur situació relativa és diferent- amb capitells corintis i coronat per un àtic a l'intercolumi del carrer central, de doble amplada que els carrers laterals.
El Greco va produir un intens contrast entre el cos principal -amb els fusts estriats i el fris decorat amb vinyes i rosetes- i la part superior molt més llisa. També va remarcar el disseny arquitectònic, que trenca el coronament del pis principal sobre el llenç de L'Assumpció de Maria, per tal de facilitar la inclusió d'un escut sostingut per dos amorets, obra també de Juan Bautista Monegro.

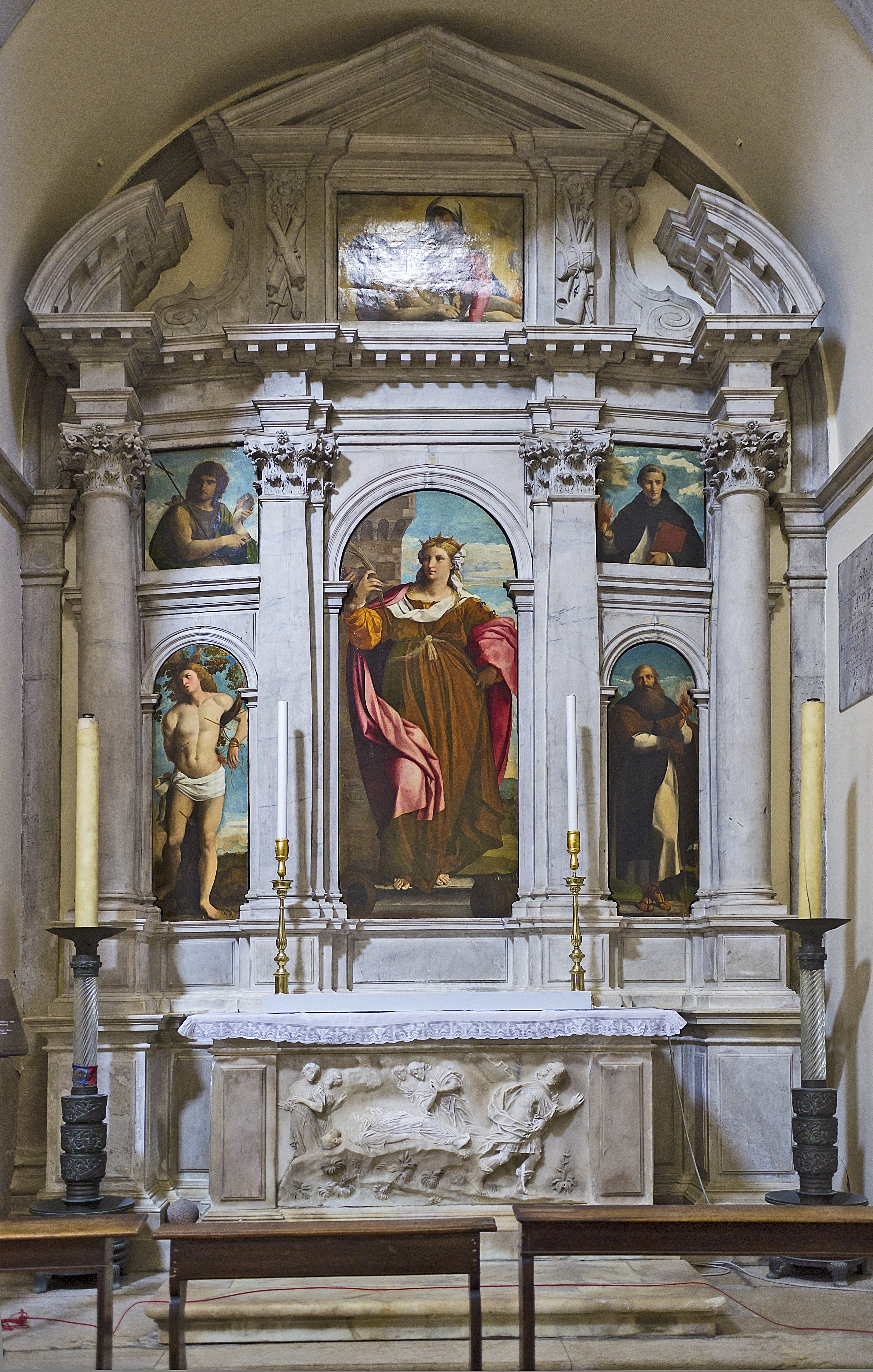
Retaule d'una capella lateral de Santa Maria Formosa, a Venècia, obra de Palma el Vell.

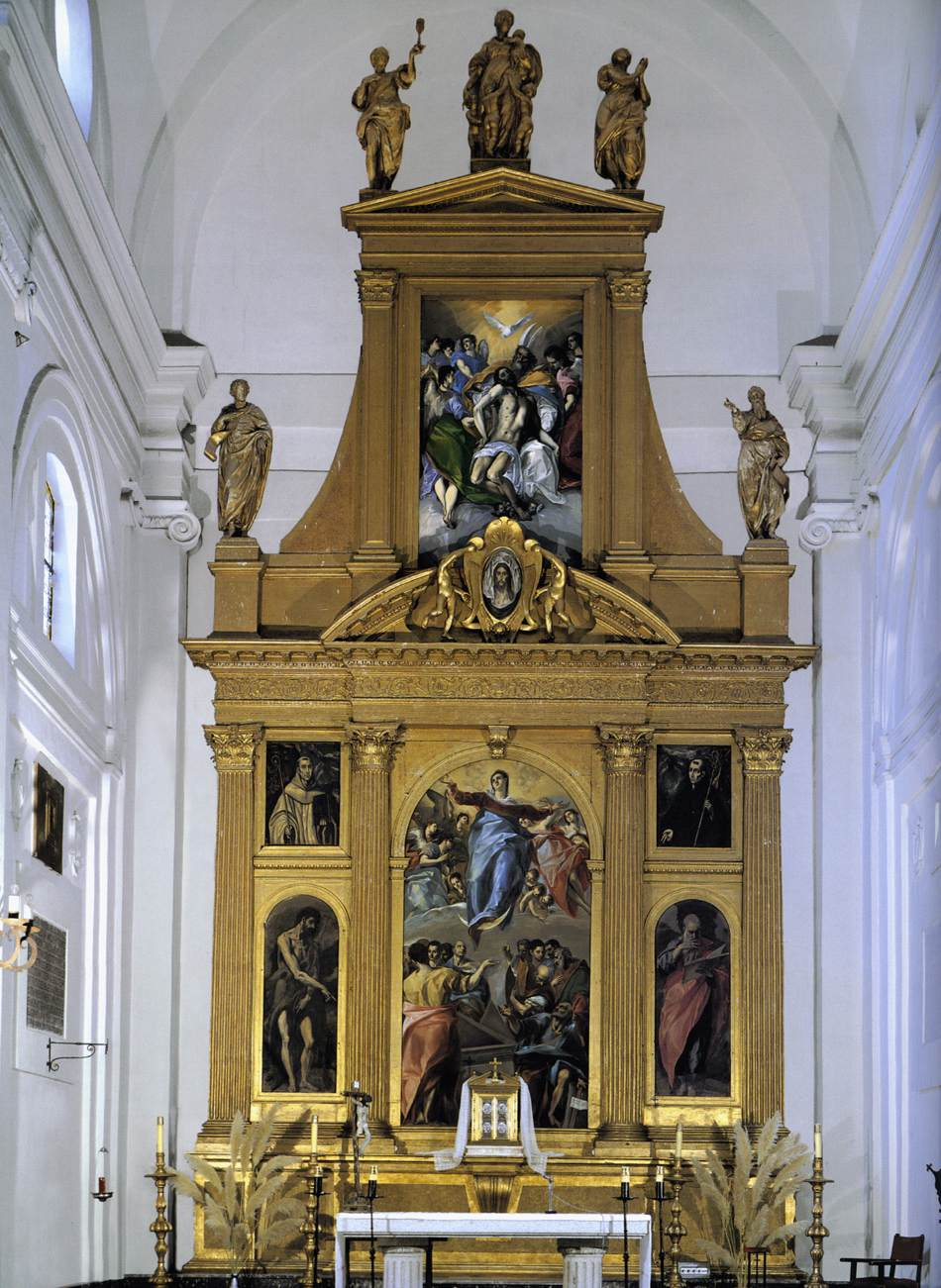
Retaule Major de Santo Domingo el Antiguo.

Segons Manuel Bartolomé Cossío, per tal de cobrir amb aquest retaule la gran alçada del mur que encara restava nua, s'hi va afegir un estilobat sobre l'entaulament,dissimulant-lo amb un frontó sobre l'intercolumni central. Això va obligar a col·locar les columnes a la part central del retaule per acompanyar el frontó, i no als extrems com en l'esmentat retaule venecià. Amb aquests canvis, el retaule compta amb dues escultures de profetes sobre els costats laterals i un frontó amb un medalló amb la Santa Faç abans del cos superior o àtic. Sobre aquest àtic s'hi van col·locar les tres escultures que representen les virtuts teologals. Va ser segurament El Greco qui va proposar aquests canvis al retaule.

## Retaules laterals
L'encant dels dos retaules laterals de fusta daurada és llur clàssica simplicitat. En llurs detalls s'aparten poc del retaule principal, excepte en la doble acanaladura del terç inferior dels fusts i en l'ús d'un fris convex, decorat amb escamas (mena d'escates decoratives) un element habitual de l'Arquitectura del Renaixement i de l'Arquitectura romana antiga, que hom troba sovint en els edificis venecians de Jacopo Sansovino, Andrea Palladio i llurs seguidors. Cal remarcar que Andrea Palladio va emprar el fris convex en moltes de les seves construccions i va demostrar que havia tingut molta tradició en l'arquitectura de la Roma antiga. Per Per tant, en el concepte dels dos retaules laterals, és evident la tradició veneciana. La portalada de marbre de Jacopo Sansovino a la Biblioteca Marciana de Venècia està rematada per un frontó que coincideix amb aquest d'El Greco, fins i tot en el nombre de mènsules.

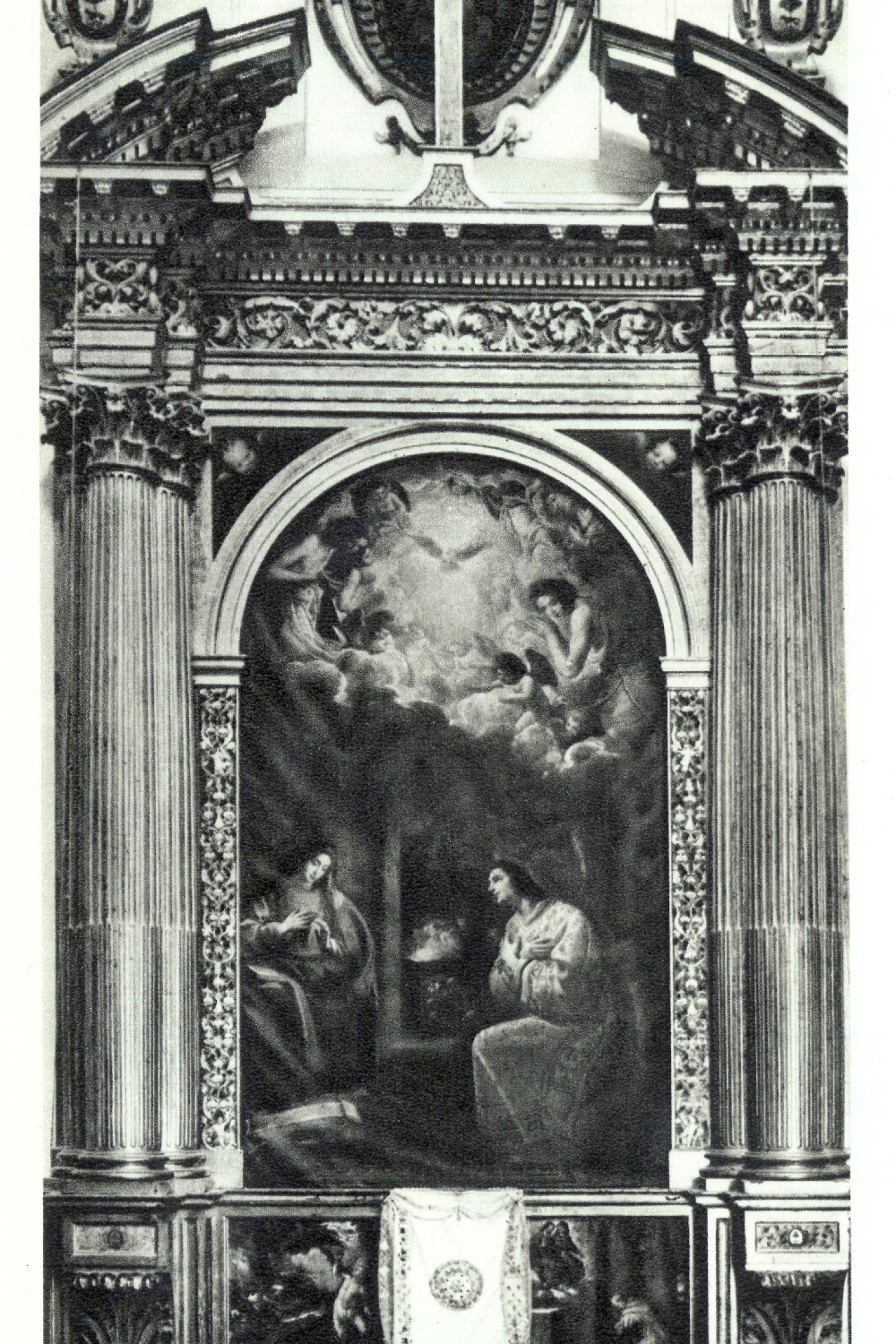
Retaule per l'antic Panteó familiar dels Theotokópoulos, abans amb "L'Adoració dels Pastors" d'El Greco, que va ver substituïda per l'actual llenç d'Eugenio Caxés.

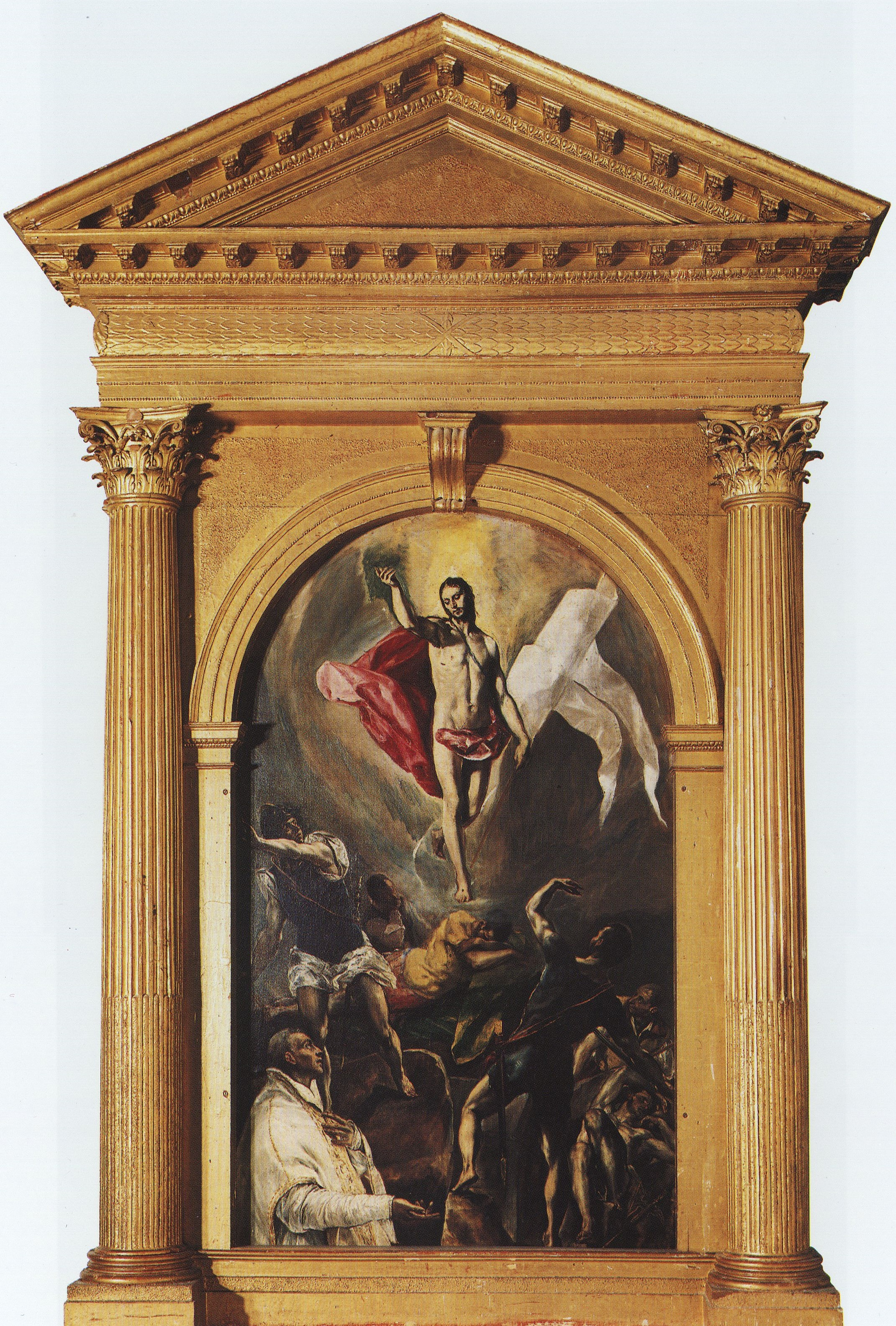
Retaule lateral esquerre de l'església de Santo Domingo el Antiguo

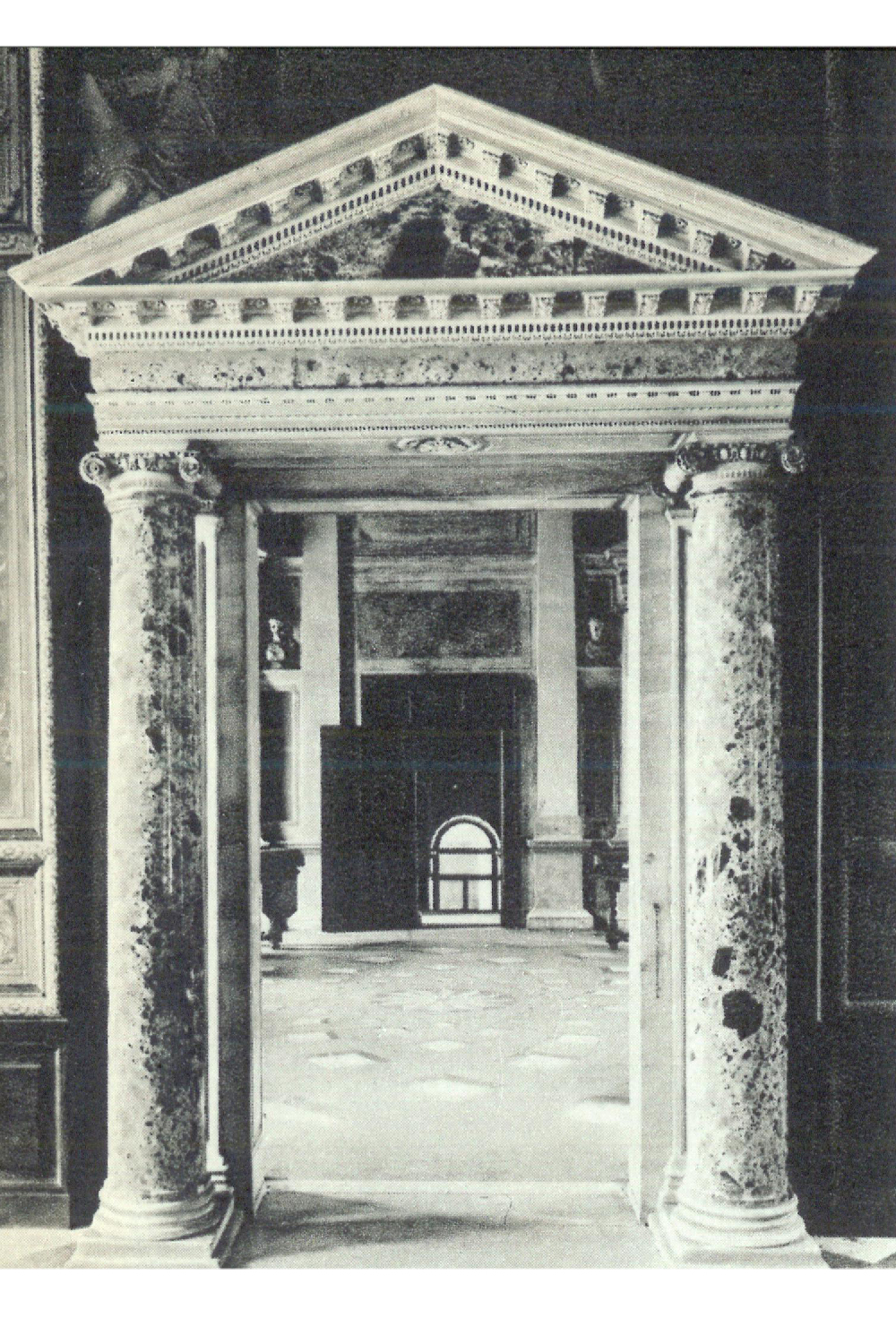
Entrada a la Biblioteca Marciana, de Venècia.

## Retaule per al panteó familiar
Aproximadament l'any 1612, El Greco, després d'haver adquirit el panteó familiar dins l'església de Santo Domingo el Antiguo, degué projectar el corresponent retaule. Va repetir les columnes corínties agrupades i el coronament partit que havia utilitzat al retaule d'Illescas, en una escala i una composició diferents. L'ornamentació és més rica que de costum, perquè les fulles de vinya, les rosetes del fris, i els dentículs afegides a les mènsules, són més generosos que els que va emprar en el Retaule Major. El gran escut de pedra dins del coronament partit és el de Doña María de Silva, la primera patronitzadora de l'església. Una petita divisa heràldica en l'escut conté la clau de la identitat del patronitzador que es va fer càrrec del retaule després que les monges cancel·lessin el contracte amb Jorge Manuel Theotocópuli.
El Greco va pintar per aquest retaule el llenç L'adoració dels pastors, actualment en el Museu del Prado. Aquest quadre va ser substituït per una Anunciació d'Eugenio Cajés l'any 1620, després del canvi de patronitzador. L'estructura arquitectònica en fusta ha romàs sempre a l'església, però no es va reconèixer fins a la publicació de Soehner, l'any 1960. Primerament estava situat en el costat de l'Epístola on hi ha una pedra amb la inscripció "cripta del Greco". En l'actualitat està col·locat a costat de l'Evangeli la nau esquerra, junt al cor de les monges. L'any 1772, Antonio Ponz comenta que al retaule ja hi figurava l'Anunciació d'Eugenio Cajés, i que L'Adoració dels Pastors havia estat traslladada a una capella davant l'entrada de l'església. L'any 1845 José Amador de los Ríos afirmava que les dues teles continuaven al mateix lloc. Després d'un curt trasllat, la pintura d'El Greco fou col·locada a l'àtic del retaule principal, que havia quedat buit després que les monges havien venut La Trinitat circa 1827. L'any 1954, el llenç fou comprat pel Museu del Prado.

## Informació sobre els llenços d'El Greco i llur situació en els retaules
Els següents enllaços donen complida informació sobre totes les pintures d'El Greco que formen part dels retaules esmentats: 
- La Trinitat (Santo Domingo el Antiguo) ; Àtic del Retaule Major.
- La Santa Faç (Santo Domingo el Antiguo) ; Retaule Major ; entre en Cos principal i l'Àtic.
- L'Assumpció de Maria (St. Domingo el Antiguo) ; Peça principal ; Retaule Major ; Centre de la Predel·la.
- Sant Joan Baptista (Santo Domingo el Antiguo) ; Retaule Major ; Predel·la ; Costat de l'Evangeli
- Sant Joan Evangelista (Santo Domingo el Antiguo) ; Retaule Major ; Predel·la ; Costat de l'Epístola
- Sant Benet (Santo Domingo el Antiguo) ; Retaule Major ; Cos Superior ; Costat de l'Epístola
- Sant Bernat (Santo Domingo el Antiguo) ; Retaule Major ; Cos Superior ; Costat de l'Evangeli
- L'adoració dels pastors (St.Domingo el Antiguo) ; Retaule Lateral ; Costat de l'Evangeli
- La Resurrecció (Santo Domingo el Antiguo) ; Retaule Lateral ; Costat de l'Epístola
- L'adoració dels pastors (Madrid) ; Retaule per al Panteó Familiar